# Ère Eiryaku
L'ère Eiryaku (永暦) est une des ères du Japon (年号, nengō, lit. « nom de l'année ») après l'ère Heiji et avant l'ère Ōhō. Cette ère couvre la période allant du mois de janvier 1160 au mois de septembre 1161. L'empereur régnant est Nijō-tennō (二条天皇).

## Changement d'ère
- 9 février 1160 Eiryaku gannen (永暦元年?) : Le nom de la nouvelle ère est créé pour marquer un événement ou une série d'événements. L'ère précédente se termine là où commence la nouvelle, en  Heiji 2, le 10e jour du1re mois[3].

## Événements de l'ère Eiryaku
- 1160 (Eiryaku 1): Minamoto no Yoshitomo (1123–1180), est tué lors d'une campagne pour renverser le chancelier impérial Taira no Kiyomori, et sa femme, Tokiwa Gozen, est contrainte de fuir Kyoto avec ses trois fils[4].

| Eryaku    | 1re  | 2e   |
| Grégorien | 1160 | 1161 |